# Palazzo Pasqui

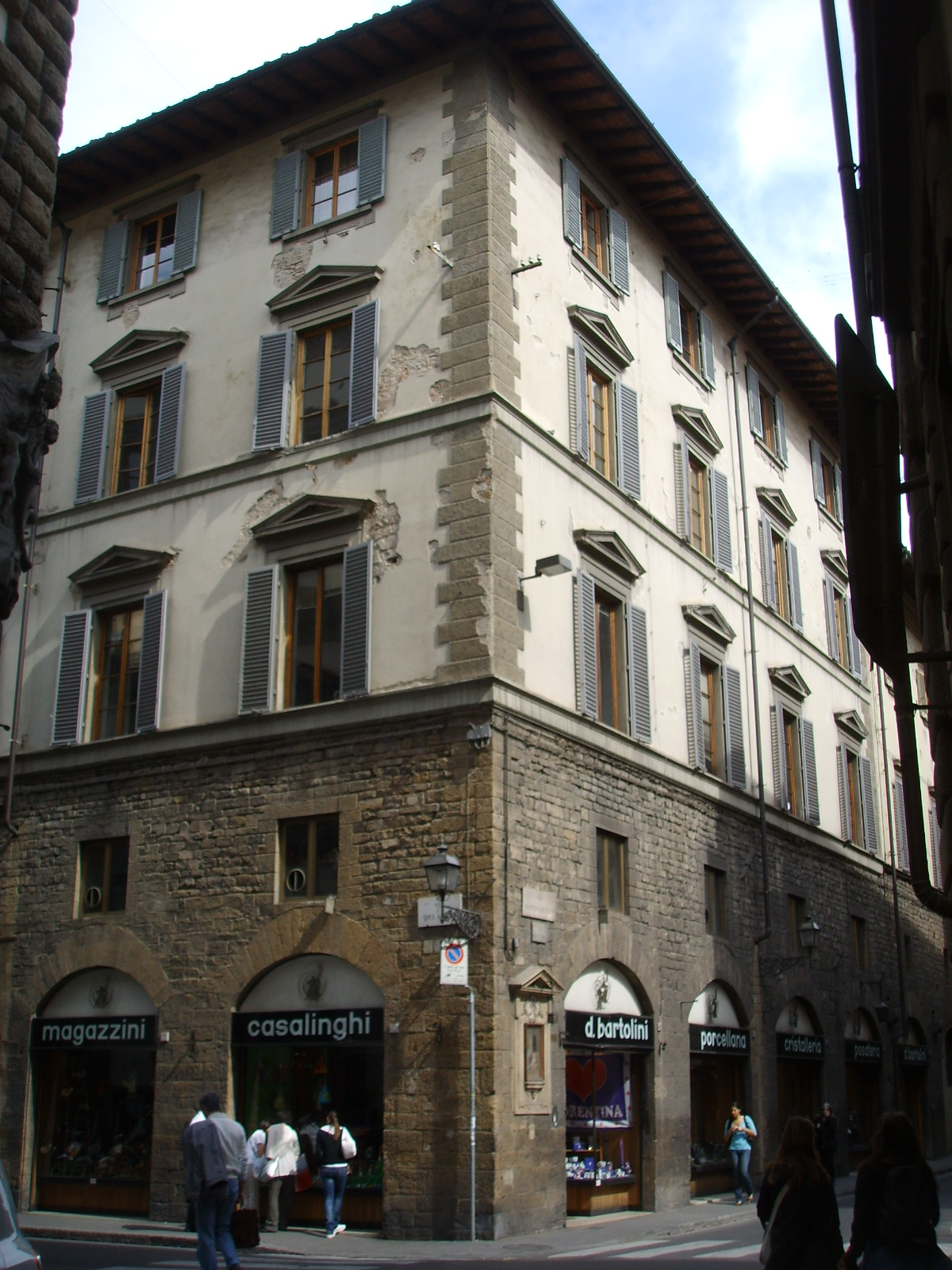
Vista parcial do Palazzo Pasqui na esquina da Via Bufalini com a Via dei Servi.

O Palazzo Pasqui é um palácio de Florença situado entre a Via Bufalini e a Via dei Servi. 
O palácio é caracterizado pela pedra à vista que ocupa todo o andar térreo, no qual se abre numerosas arcadas, outrora ocupadas por oficinas, laboratórios e lojas. Os andares superiores apresentam o típico estilo florentino, com janelas regulares emolduradas por elementos em pietra serena ou pedra fingida, com tímpanos e faixas a marcar os andares, umas e outros a ressaltarem sobre o fundo branco do reboco pintado.
O palácio é conhecido, sobretudo, pelas oficinas de artistas que aqui exerciam os seus dotes: duas placas recordam Benedetto da Maiano e Jacopo Chimenti, dito l'Empoli. 
Na vizinhança, também viveu Masaccio, em 1425, como recorda uma placa colocada na Via dei Servi, no nº 17, onde actualmente se encontra a sede da Corte dos Condes (Corte dei Conti).

## Galeria de imagens do Palazzo Pasqui

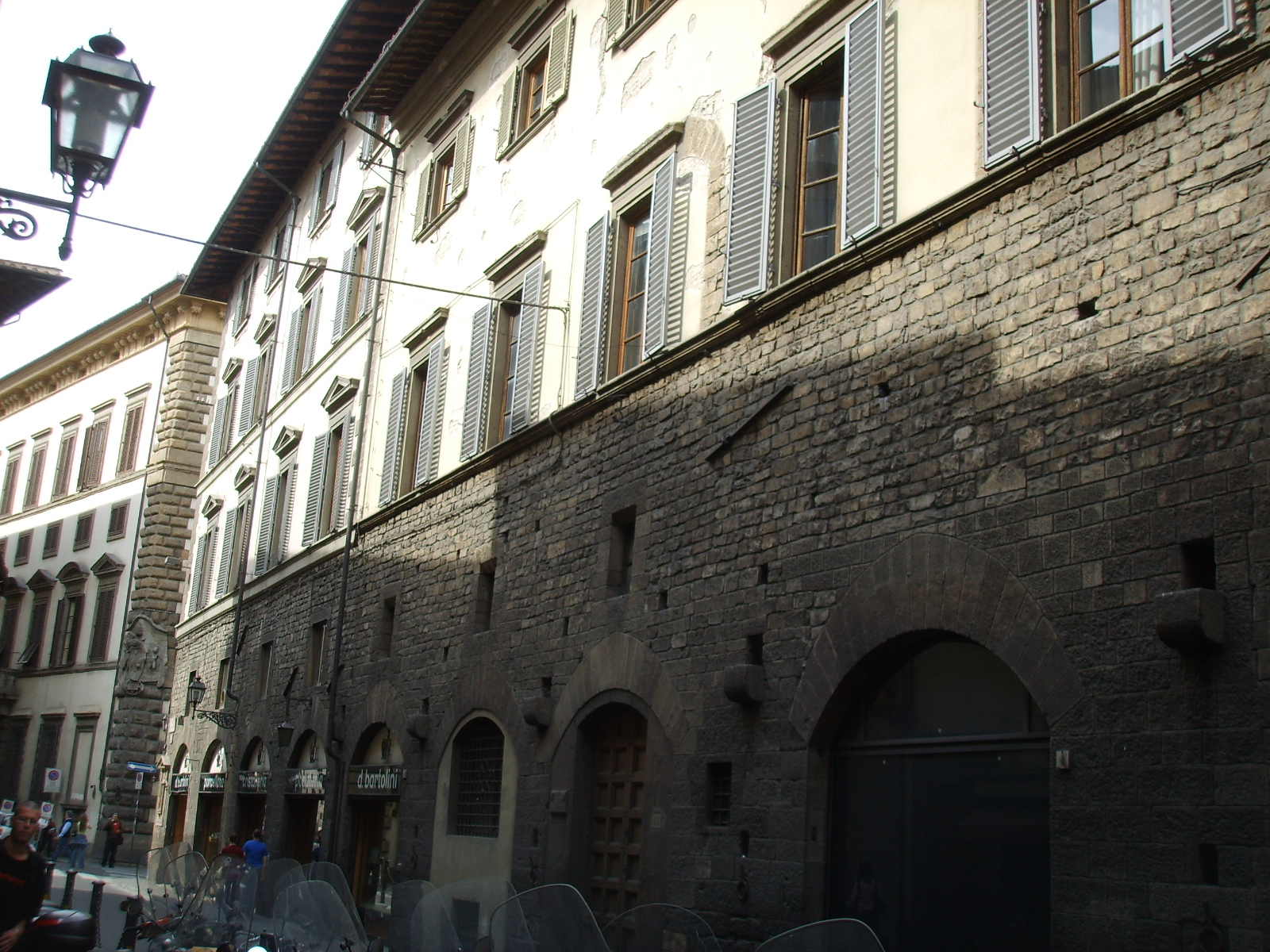
O Palazzo Pasqui visto da Via Bufalini.
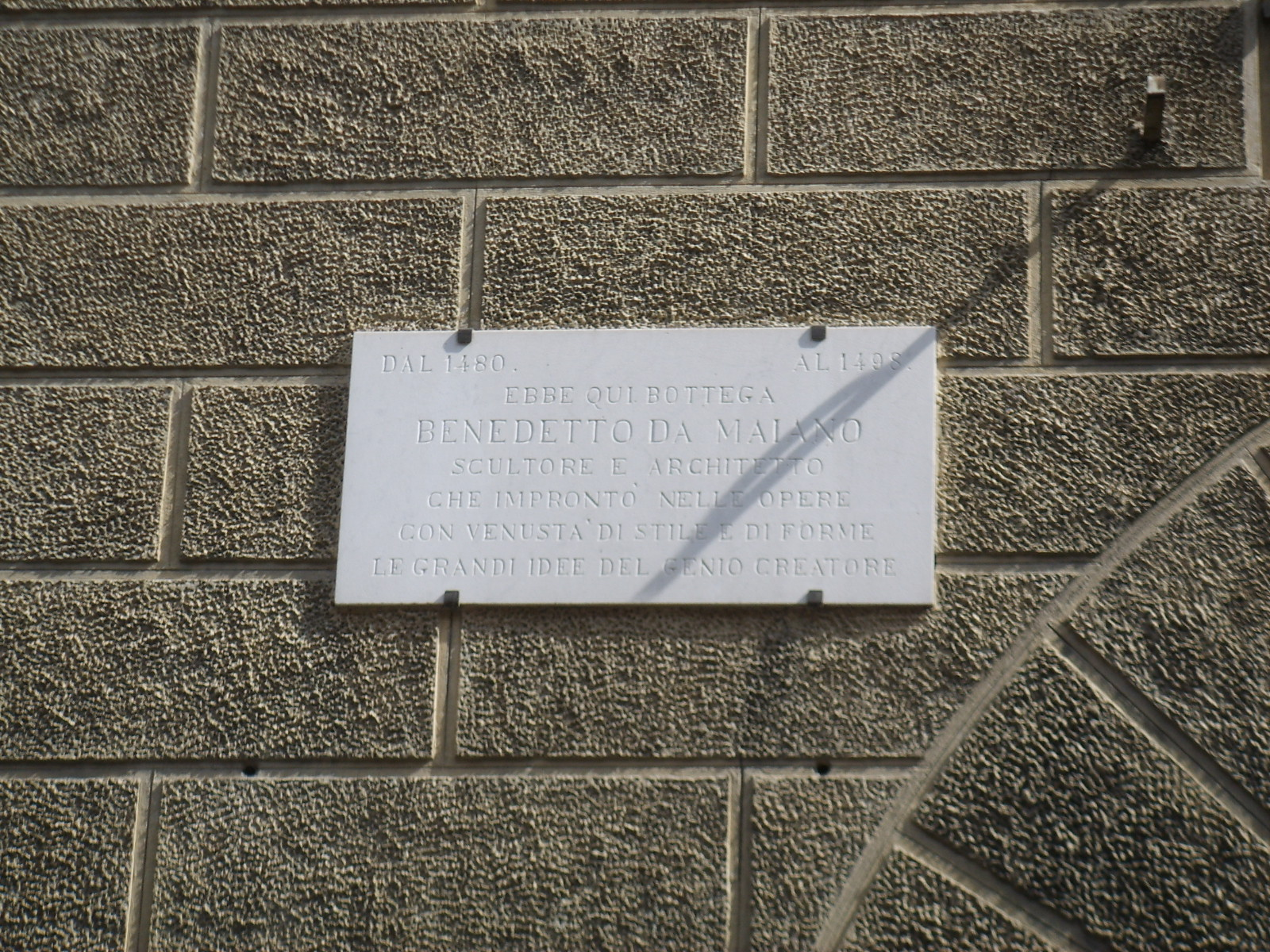
Placa sobre Benedetto da Maiano
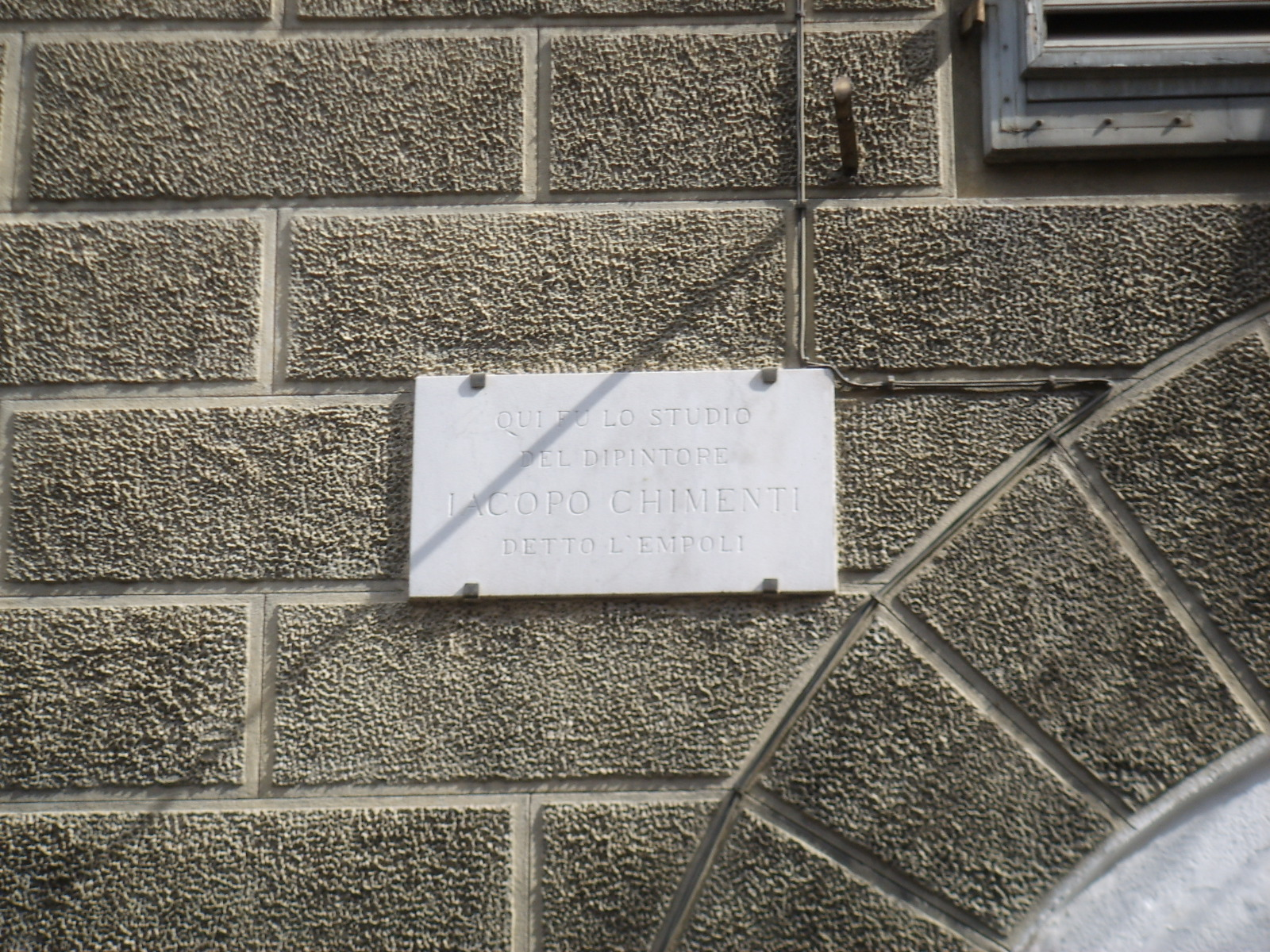
Placa sobre l'Empoli